# Beekhuizen (landgoed)

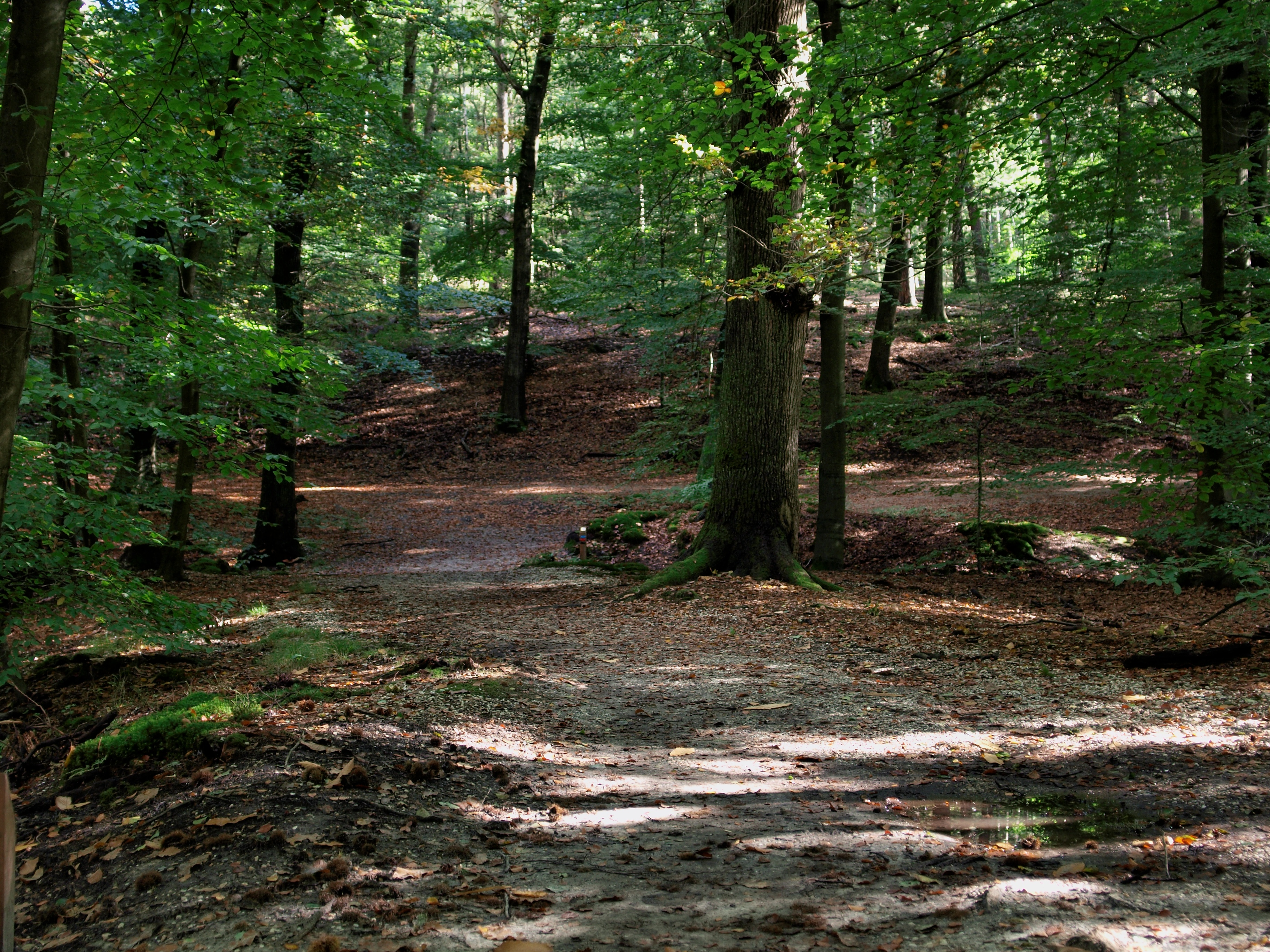
Boslandschap Beekhuizen

Beekhuizen is een voormalig landgoed in Velp, gemeente Rheden in de Nederlandse provincie Gelderland. De westelijke helft van het landgoed (164 ha) is eigendom van de gemeente Rheden. De oostelijke helft is eigendom van vereniging Natuurmonumenten en vormt samen met andere natuurgebieden van deze vereniging het Nationaal Park Veluwezoom.
Beekhuizen bestaat uit gevarieerde en sterk heuvelachtige loof- en naaldbossen met veel beukenlanen, een heideveldje en enige landbouwgrond. In het midden van het landgoed, net binnen het Nationaal Park, ligt het parkachtig aandoende dal van de Beekhuizensebeek met sprengen, watervallen en vijvers. Binnen het gemeentelijk bezit liggen de Emmapiramide en een sportveldencomplex.

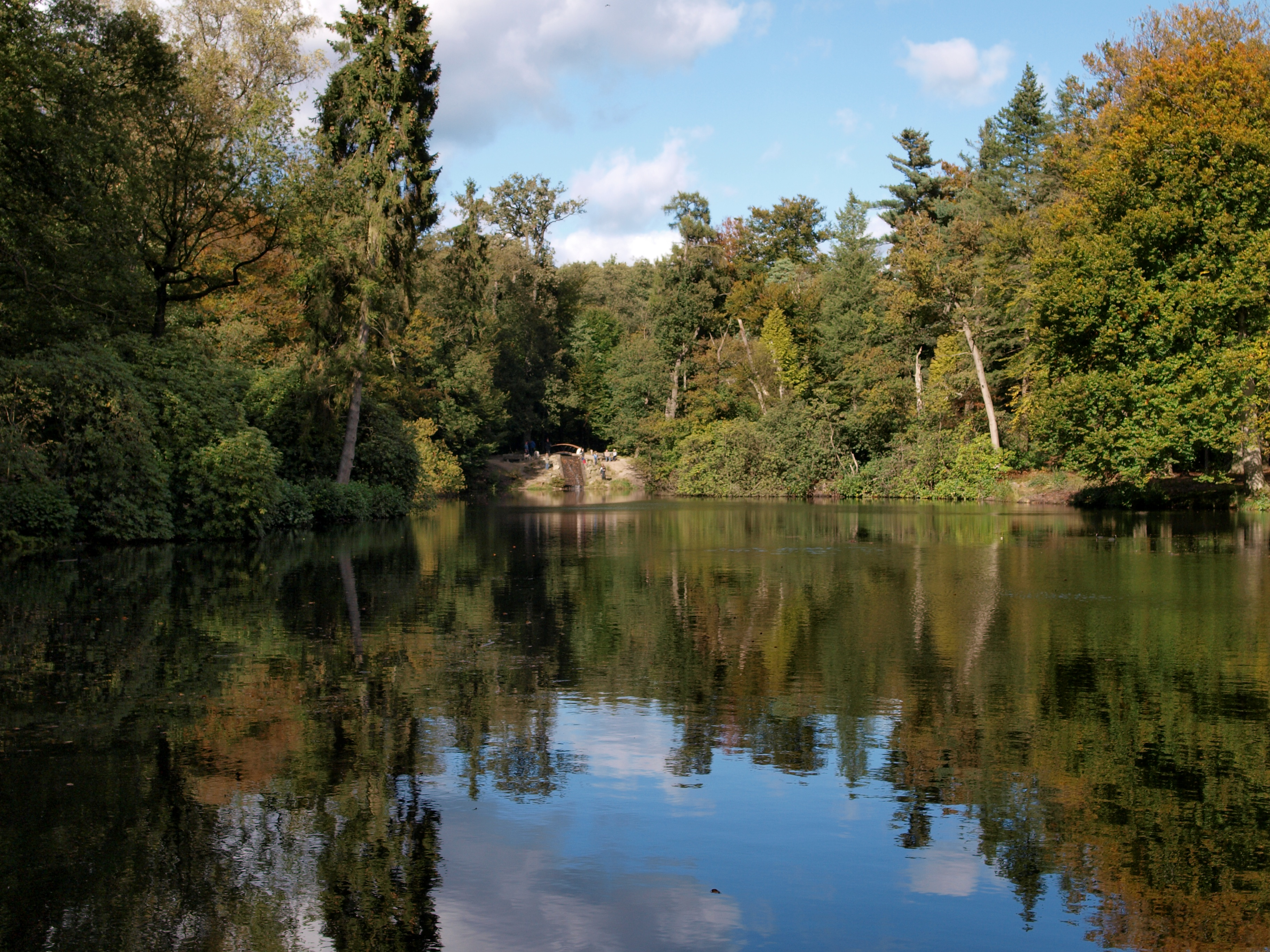
Bosvijver met watervalletje
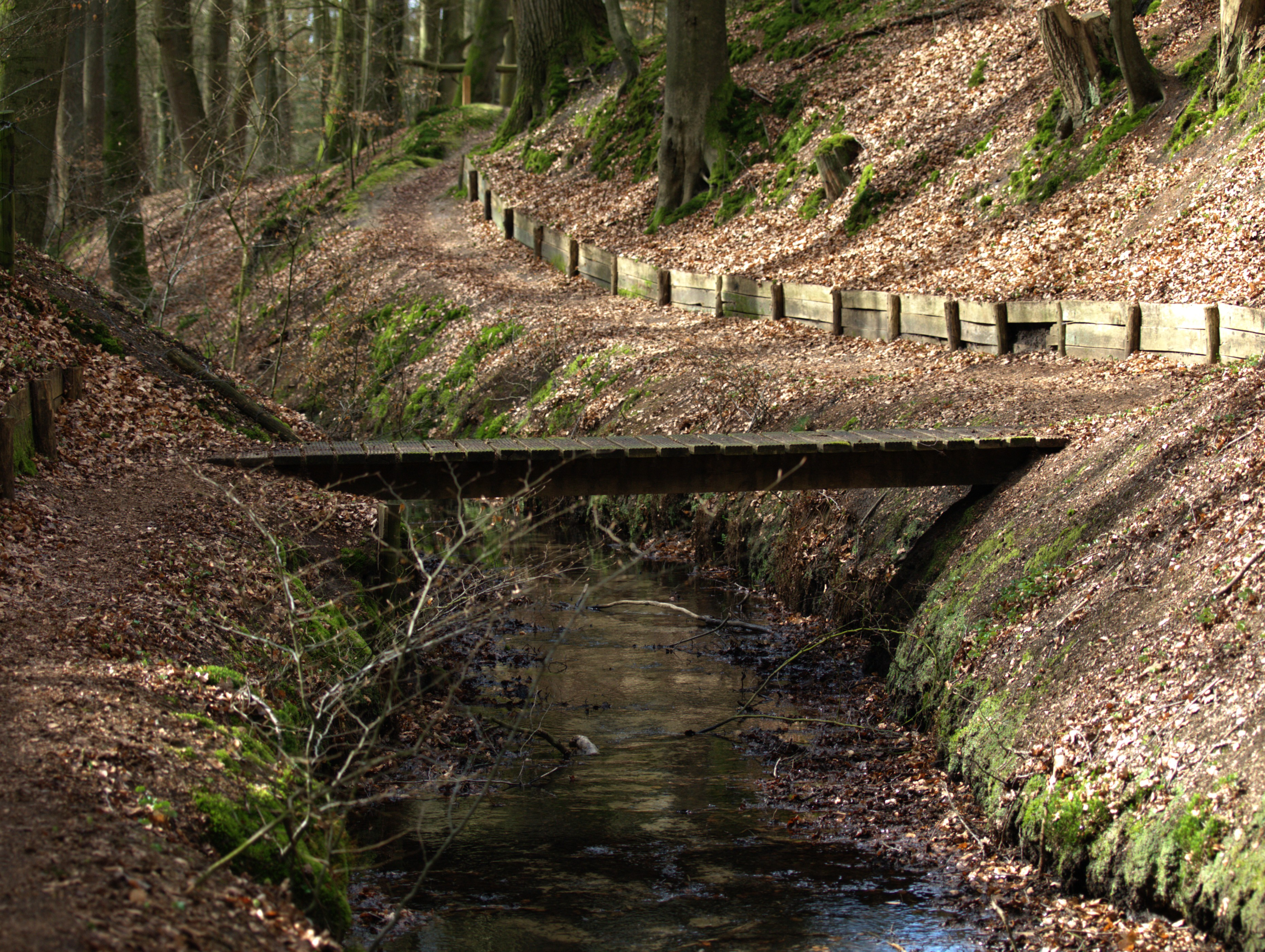
Bruggetje over de Beekhuizense beek
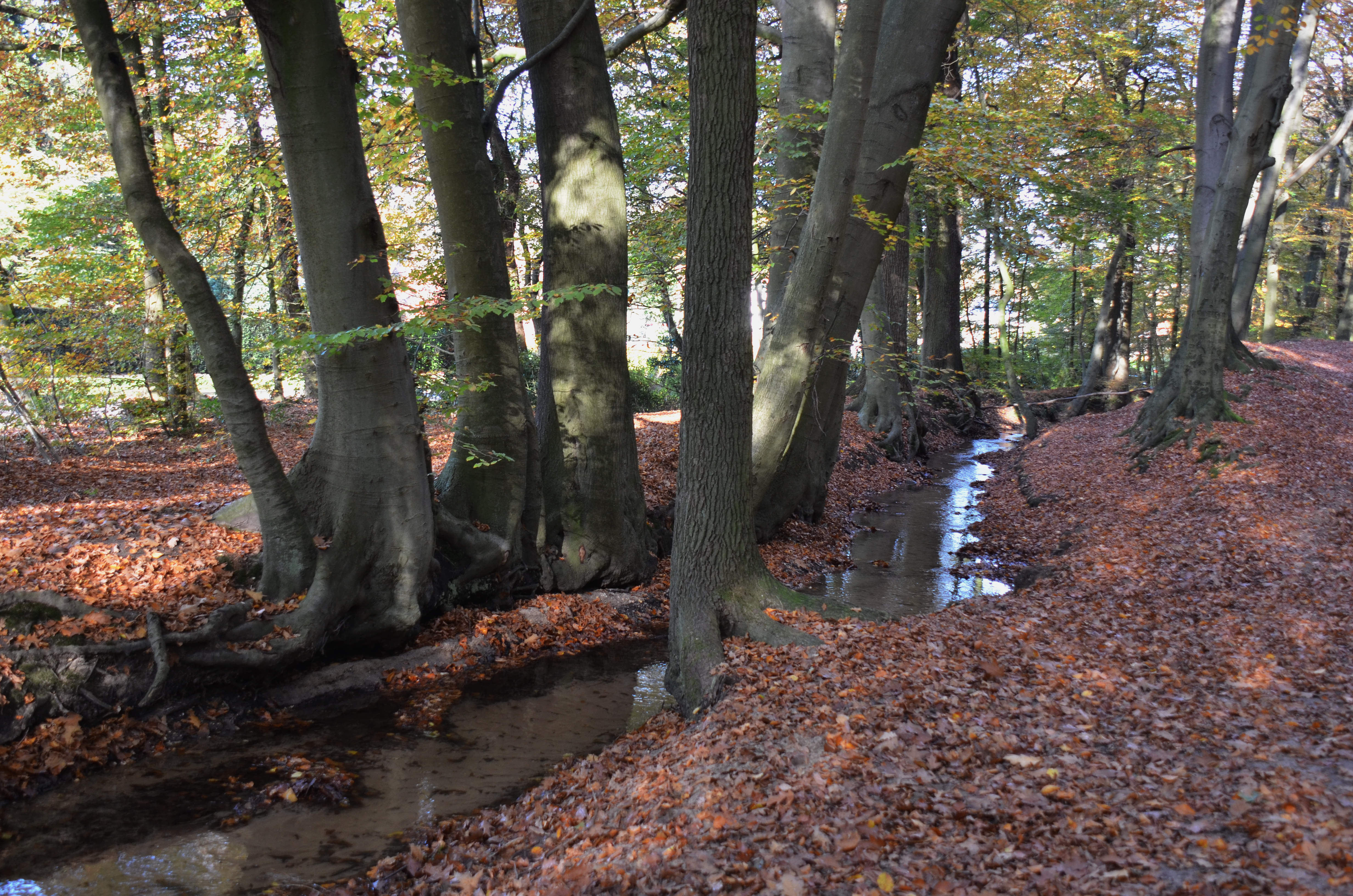
Oude beuken langs de Beekhuizense beek
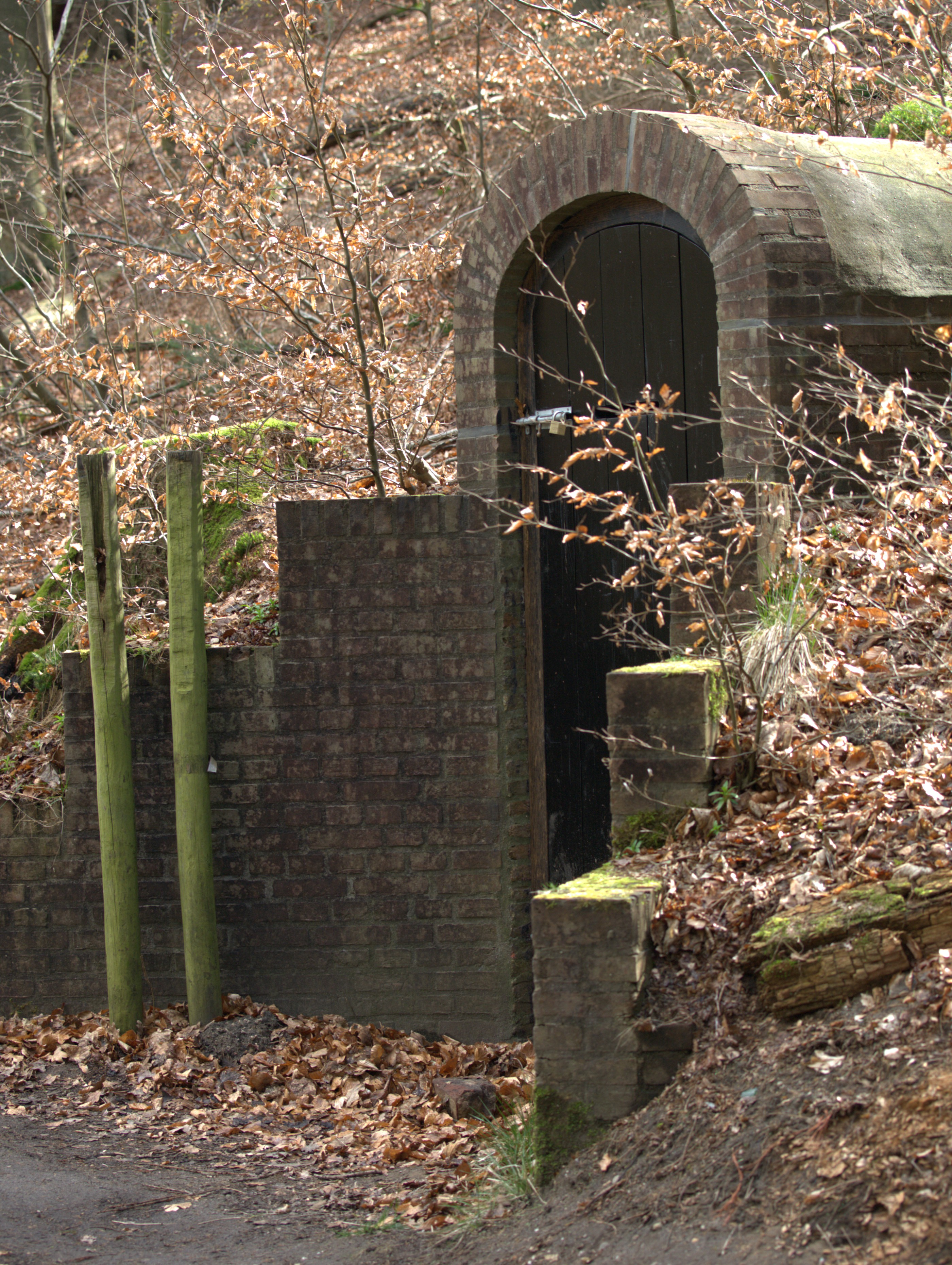
IJskelder, uitgegraven in de wand van het beekdal. Nu in gebruik als vleermuizenkelder.

## Geschiedenis
Landgoed Beekhuizen werd in 1682 door de heer van kasteel Biljoen, Alexander van Spaen, gekocht en bij Biljoen gevoegd. Onder zijn nazaat Johan Frederik Willem (1746-1827) verwierf Beekhuizen internationale allure door de voor die tijd vernieuwende romantische parkaanleg. Het heuvelachtige Beekhuizen moest een arcadisch landschap worden, waarbij de mens als ronddwalende herder zijn stemming liet bepalen door het landschap. De aanleg van het landschapspark op Beekhuizen werd begonnen omstreeks 1777. Van Spaen liet zich onder meer inspireren door reizen die hij maakte naar Italië, Frankrijk en Zwitserland. Het park werd voor het publiek toegankelijk in 1790. In het park waren verschillende gedichten en spreuken van de dichter en landschapsfilosoof Jacques Delille (1738-1813) terug te vinden, onder meer in de Salon en op stenen. Beekhuizen was een van de eerste plaatsen in Nederland waar een verandering in natuurbeleving zichtbaar werd.

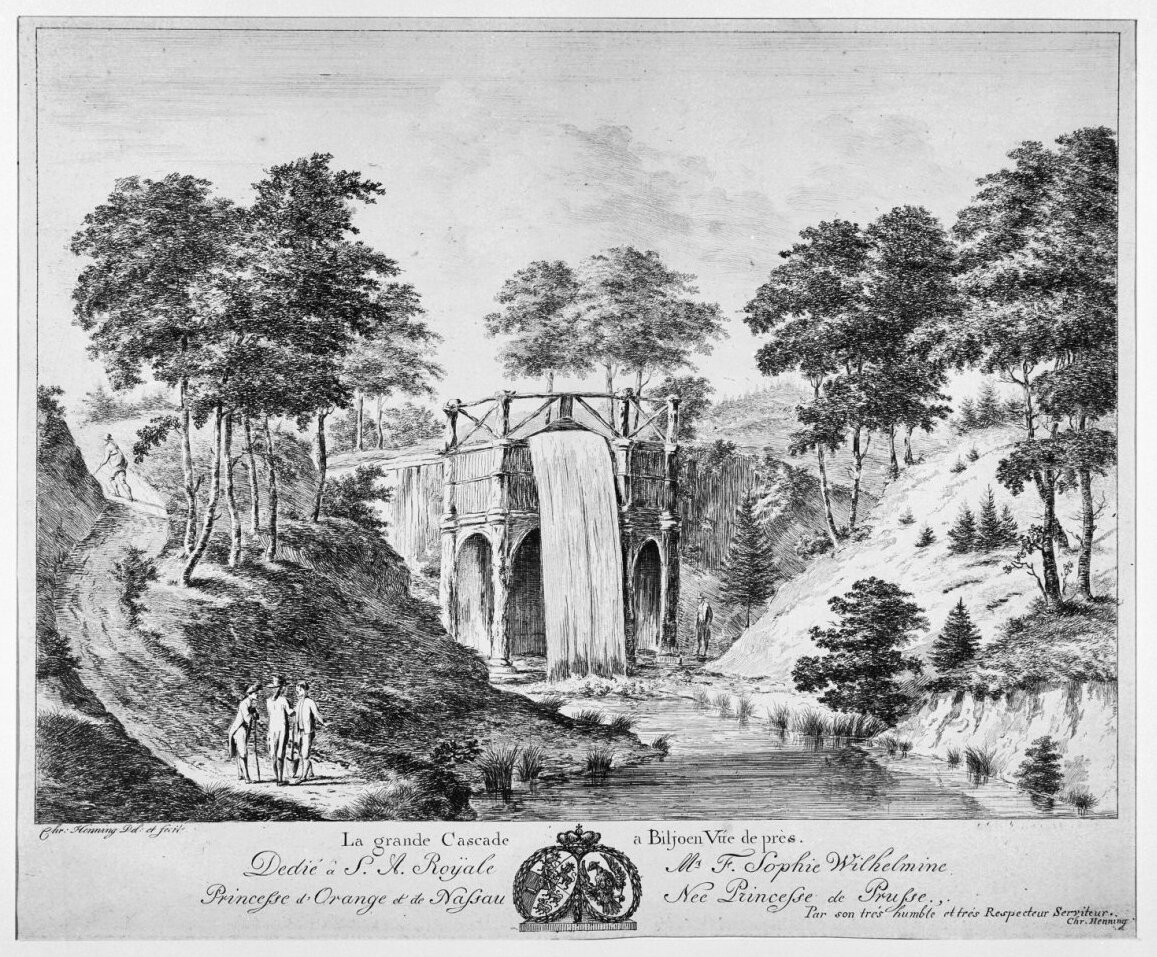
Gravure, ca. 1790, gezicht op de Grote Cascade van Beekhuizen, door Chr.Henning.
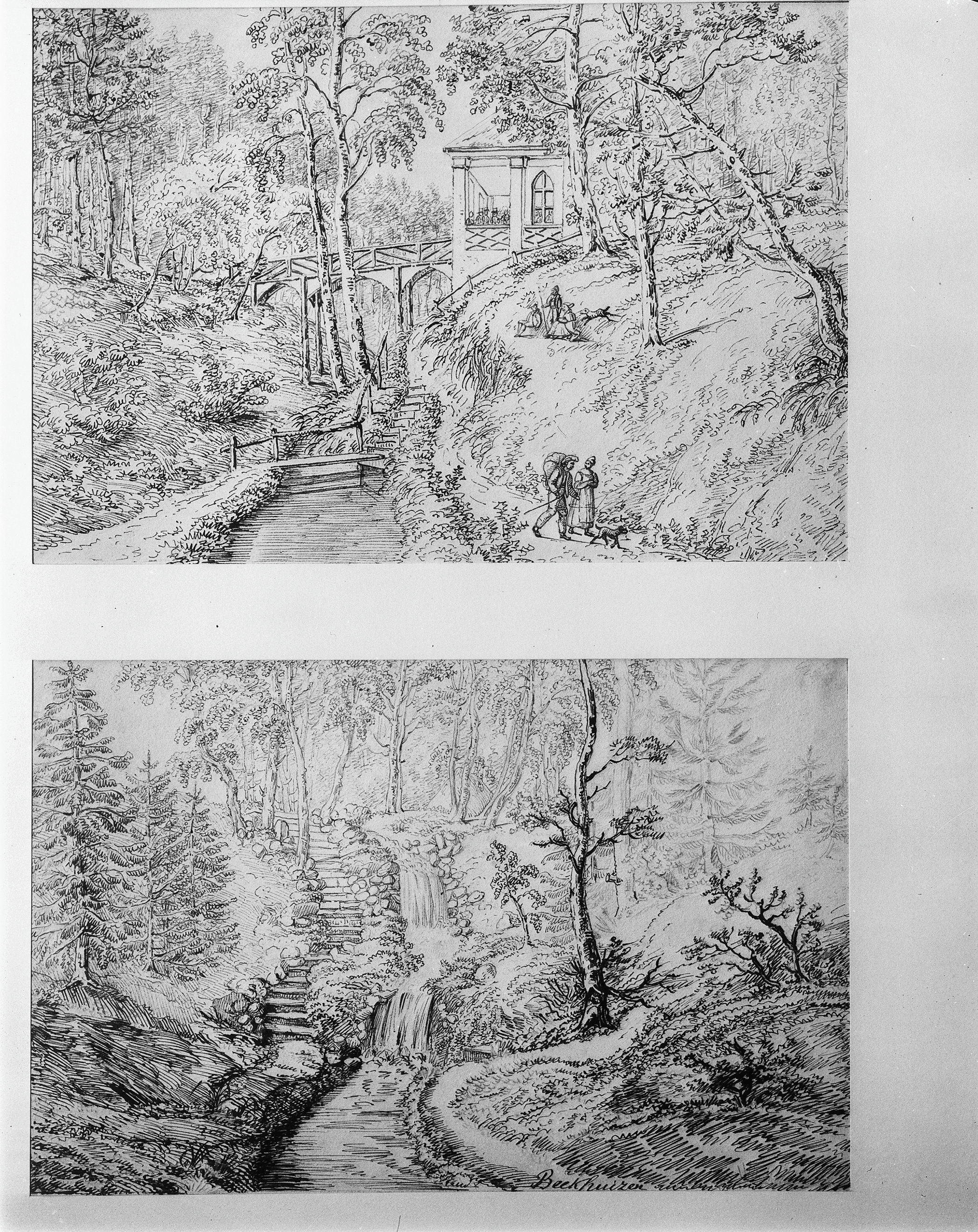
Beekhuizen, theehuis en waterval ca.1817.
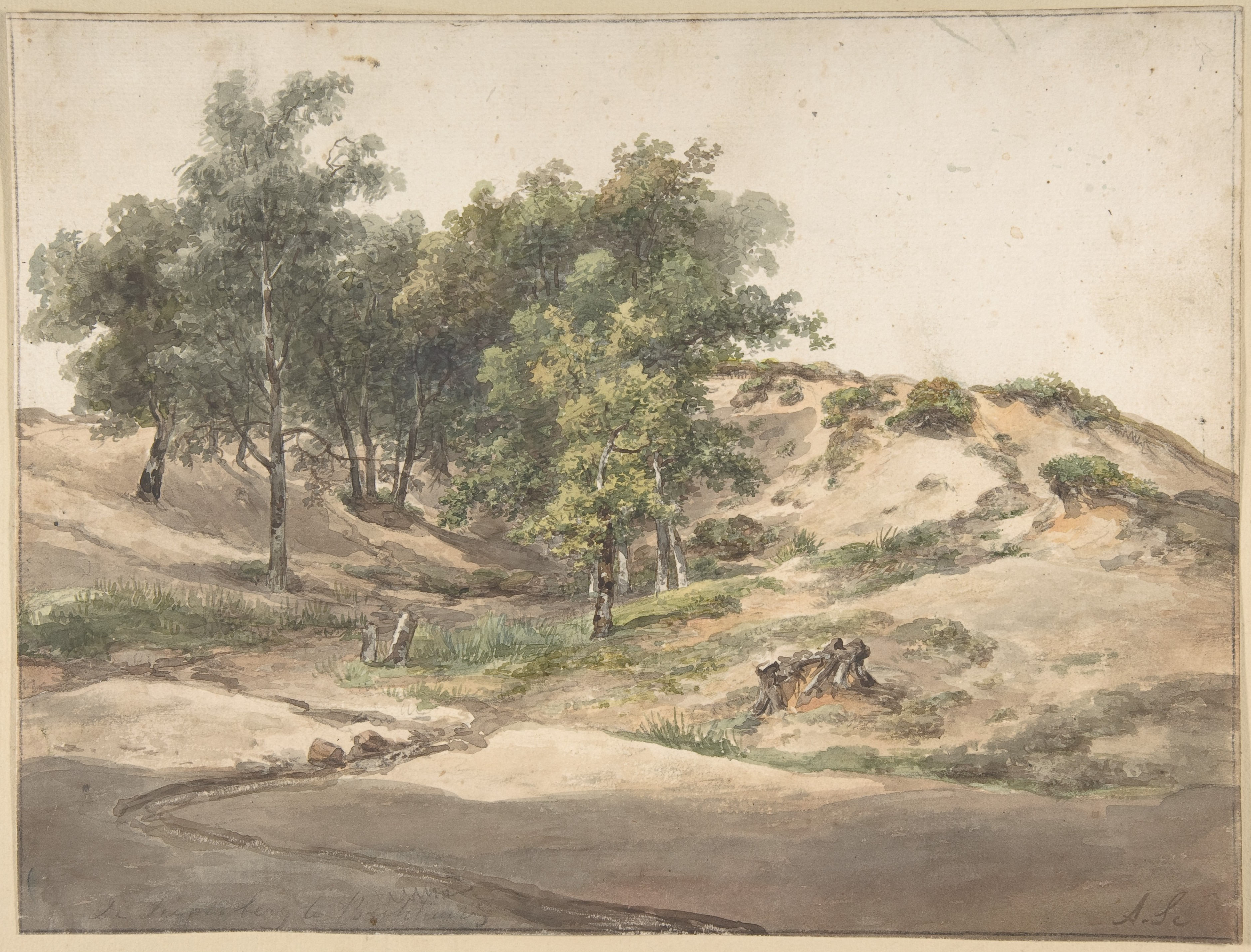
De Seyperberg te Beeckhuizen, 19e eeuw, door Andreas Schelfhout (1787–1870).
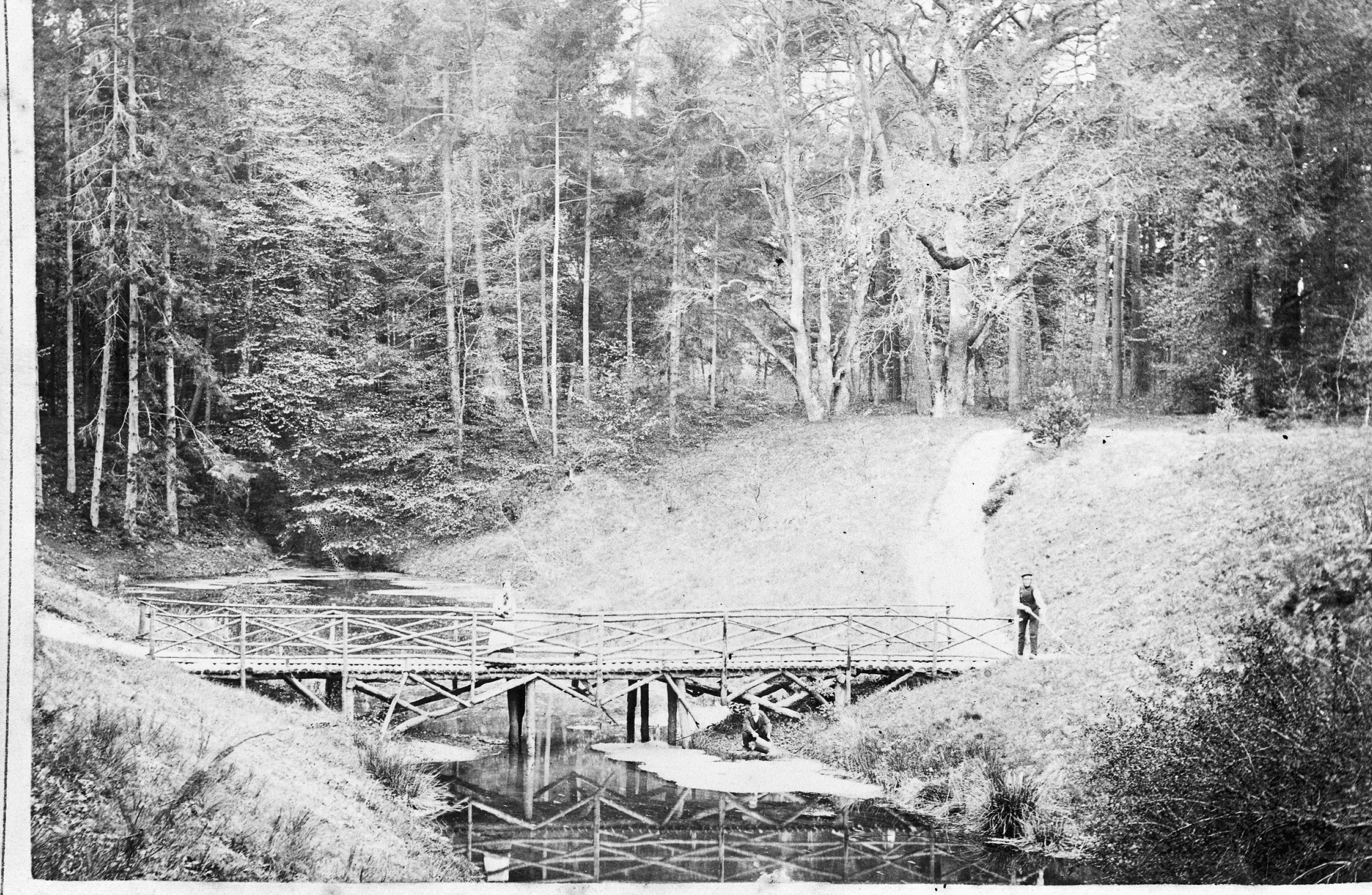
Zwitsersebrug, 2de helft 19de eeuw
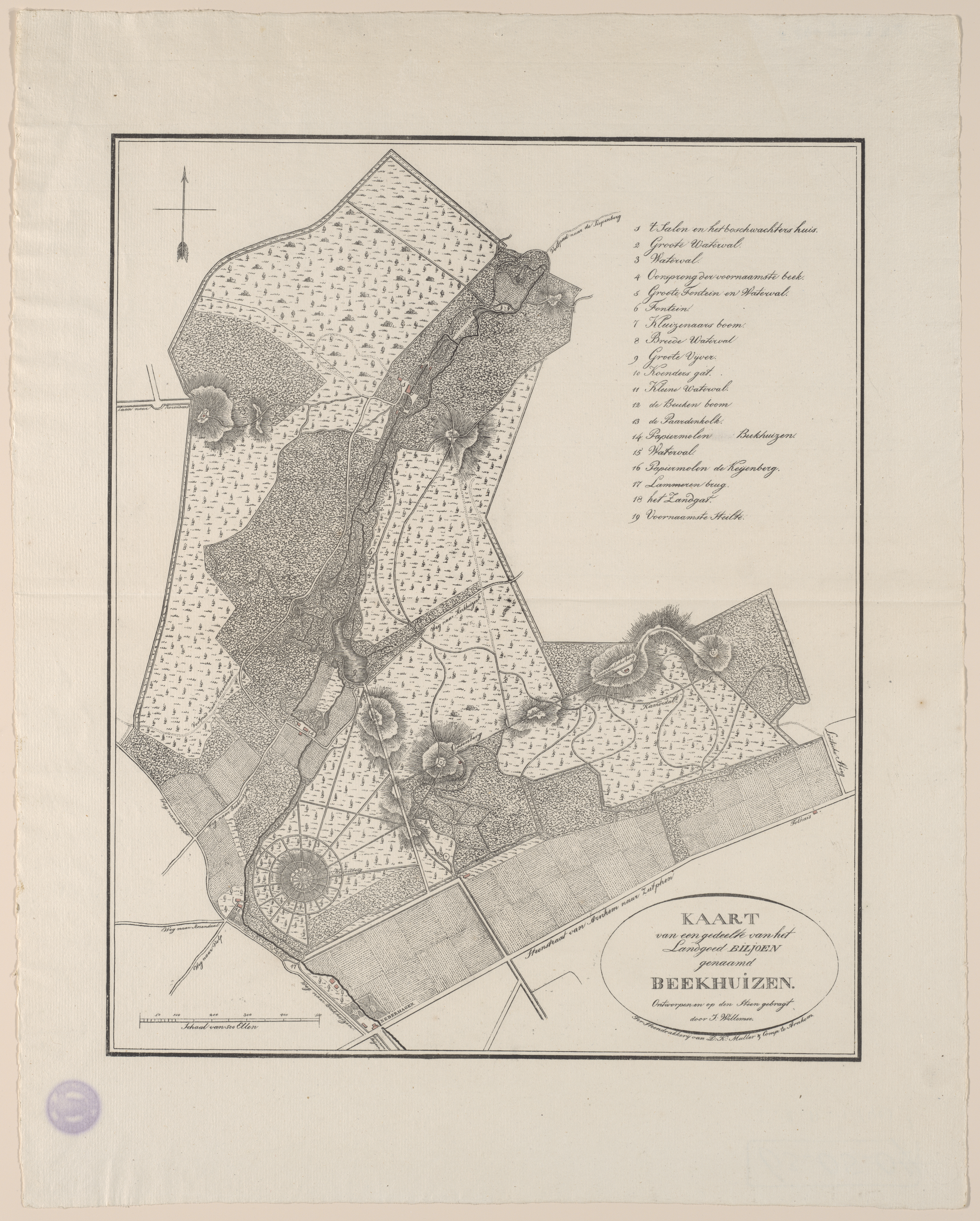
Kaart van een gedeelte van het landgoed Biljoen genaamd Beekhuizen, circa 1823, door door J. Willemse.

## Hotel Beekhuizen
Op het landgoed werd in de 19e eeuw langs de Beekhuizensebeek Hotel Beekhuizen gebouwd in Zwitserse chaletstijl. Hier verbleven diverse bekende personen, waaronder Koningin-moeder Emma van Waldeck-Pyrmont en dichter-dominee Francois Haverschmidt die hier in de zomer van 1870 verbleef en daarover de dichtbundel souvenir Beekhuizen schreef. Het hotel werd in 1892 door een brand verwoest, maar weer opgebouwd. In 1980 werd het hotel andermaal door brand verwoest. Tussen 2016 en 2020 is een nieuw pand gebouwd, sinds maart 2020 is het hotel weer geopend.
Het hotel is tijdens de verkoop van het landgoed in 1930 niet overgegaan naar natuurmonumenten, het is in privé-bezit.

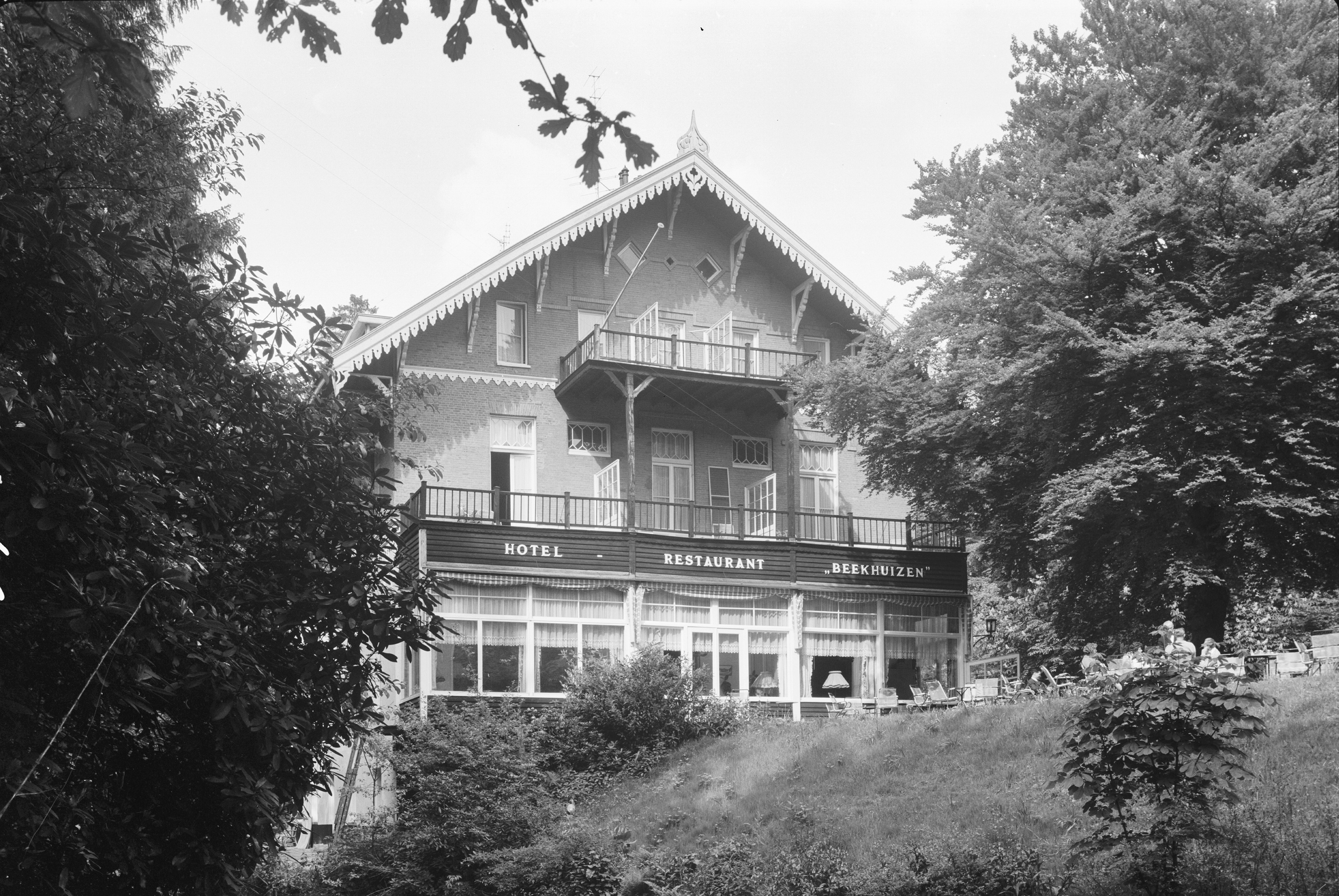
Voorgevel (1965)
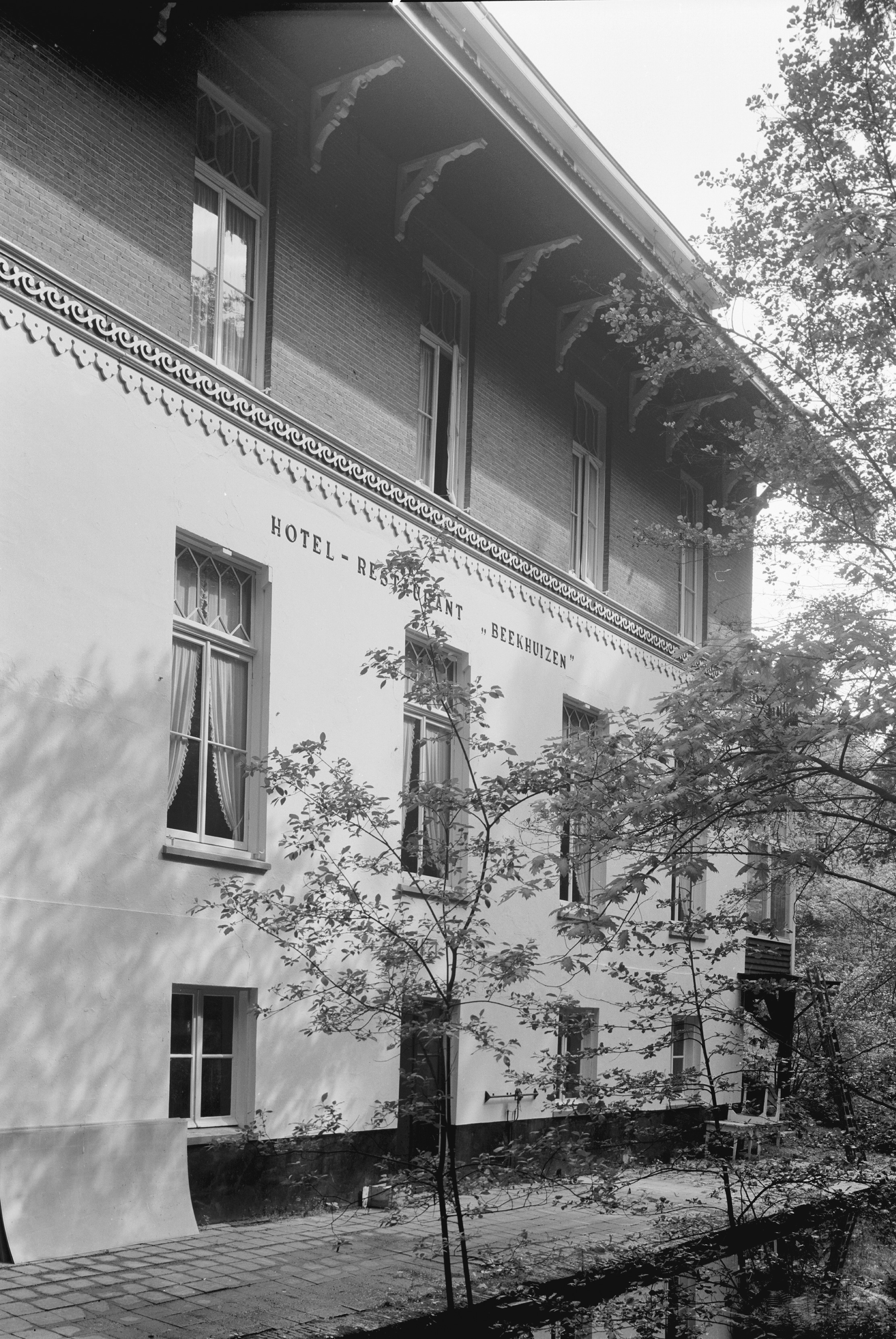
Zijgevel (1965)

## Varia
- Van 1953-1988 was er een openluchtzwembad op dit terrein: Zwembad Beekhuizen.